# Takeshi Nakashima
Takeshi Nakashima (jap. 中島 豪 Nakashima Takeshi; ur. 15 stycznia 1976) – japoński piłkarz występujący na pozycji obrońcy.

## Kariera klubowa
Od 1994 do 1997 roku występował w klubach Urawa Reds i Avispa Fukuoka.